# Monocentrus patricius
Monocentrus patricius är en insektsart som beskrevs av Capener 1972. Monocentrus patricius ingår i släktet Monocentrus och familjen hornstritar. Inga underarter finns listade i Catalogue of Life.